# Rhododendron densifolium
Rhododendron densifolium är en ljungväxtart som beskrevs av Kuo Mei Feng. Rhododendron densifolium ingår i släktet rododendron, och familjen ljungväxter. Inga underarter finns listade i Catalogue of Life.